# Miranda Giambelli
Miranda Pretiwi Giambelli (ur. 22 maja 1992) – australijska judoczka i zawodniczka sambo. Olimpijka z Rio de Janeiro 2016, gdzie zajęła dziewiąte miejsce w wadze półciężkiej.
Uczestniczka mistrzostw świata w 2015. Startowała w Pucharze Świata w 2014 i 2015. Zdobyła złoty medal na mistrzostwach Oceanii w 2015 i 2016. Wicemistrzyni Australii w 2015, a także MŚ w sambo w 2012 roku.

## Letnie Igrzyska Olimpijskie 2016
| Konkurencja | Eliminacje           | Klas. końcowa |
| Konkurencja | Przeciwnik I         | Miejsce       |
| ----------- | -------------------- | ------------- |
| 78 kg       | Mayra Aguiar (BRA) P | 9.            |